# Варнемюнде
Ва́рнемюнде (нім. Warnemünde нім. вимова: [vaʁnəˈmʏndə] ( прослухати), досл. Гирло Варнов) — північний район міста Росток у землі Мекленбург-Передня Померанія (Німеччина).
Знаходиться у гирла річки Варнов, на її західному березі, де вона впадає у Балтійське море. Назва міста напряму пов'язана з його місцем розташування (з нім. мюнде (Münde): гирло). Населення курорту сьогодні становить приблизно 8,400 людей.

## Історія
Варнемюнде було засноване приблизно у 1200 році як риболовецьке поселення. У 1323 році стало частиною міста Росток, який отримав завдяки цьому вихід до моря. Як курорт сформувався в 19 сторіччі.

## Визначні пам'ятки
У 1897 році біля гирла був збудований маяк висотою 37 метрів, який функціонує до сьогодні. У літній сезон, з квітня по жовтень, можливі відвідування маяка туристами. По гвинтовим сходам можна піднятися до оглядового майданчика. Біля маяка знаходиться Teepott (з нім.: Чайник) — будинок з незвичним зігнутим дахом у формі мушлі — який був побудований за часів НДР. Було реконструйовано у 2002 році. Зараз у ньому знаходяться ресторани та сувенірні крамнички. Від маяка починається набережна довжиною 2 кілометри. Альтер Штром (Alter Strom) — старе русло річки Варнов. На ньому знаходяться риболовецький порт і ринок, де продають зловлену рибу. На новому руслі річки (Neuer Strom) — вході в Ростокський порт — розташований побудований у 2005 році термінал для круїзних суден.
Пляж Варнемюнде має довжину 3 кілометри. Має популярність не тільки серед німців, але й серед скандинавців. У вітренну погоду — місто запуску повітряних зміїв. Частина пляжу відведена для нудистів. За матеріалами газети Ґардіан, пляж Варнемюнде увійшов у десятку найкращих пляжів Європи.

## Економіка
Варнемюнде — це передусім риболовецький порт і курорт. У 1946 року була збудована Варнов-верф, яка зараз знаходить у власності компанії Wadan Yards  [Архівовано 7 квітня 2010 у Wayback Machine.].

## Транспорт
У 1886 році була побудована залізниця Варнемюнде-Росток-Берлін. З того часу існувала також поромна переправа у Гедсер в Данії. У 1902 році з'явилась залізнична поромна переправа Варнемюнде-Гедсер, яка існувала до 1995 року. Сьогодні Варнемюнде — кінцева зупинка потягів. Зі східним берегом річки Варнов Варнемюнде пов'язує автомобільно-пішохідна поромна переправа  [Архівовано 30 березня 2010 у Wayback Machine.].

## Спорт
У курорті Варнемюнде популярні такі види спорту як серфінг, кайтсерфінг, віндсерфінг, дайвінг, плавання, скандинавська ходьба. У літній сезон проходять міжнародні змагання.
Найголовніша подія року — захід регати Hanse Sail, серед учасників якої є українська чайка Пресвята Покрова (парад вітрильників у гирлі річки Варнов на Panoramio: ).

## Галерея

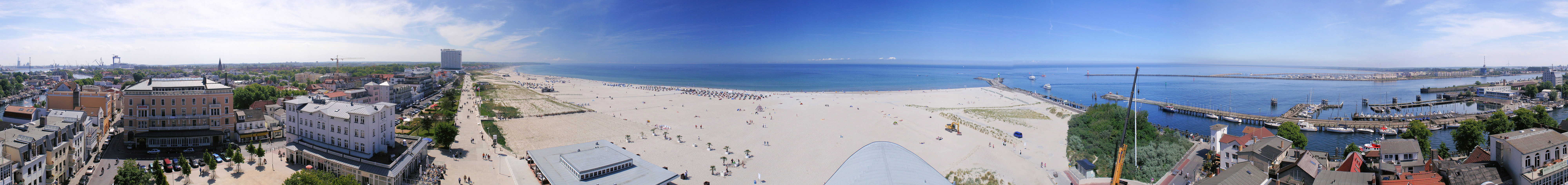
Панорама Варнемюнде
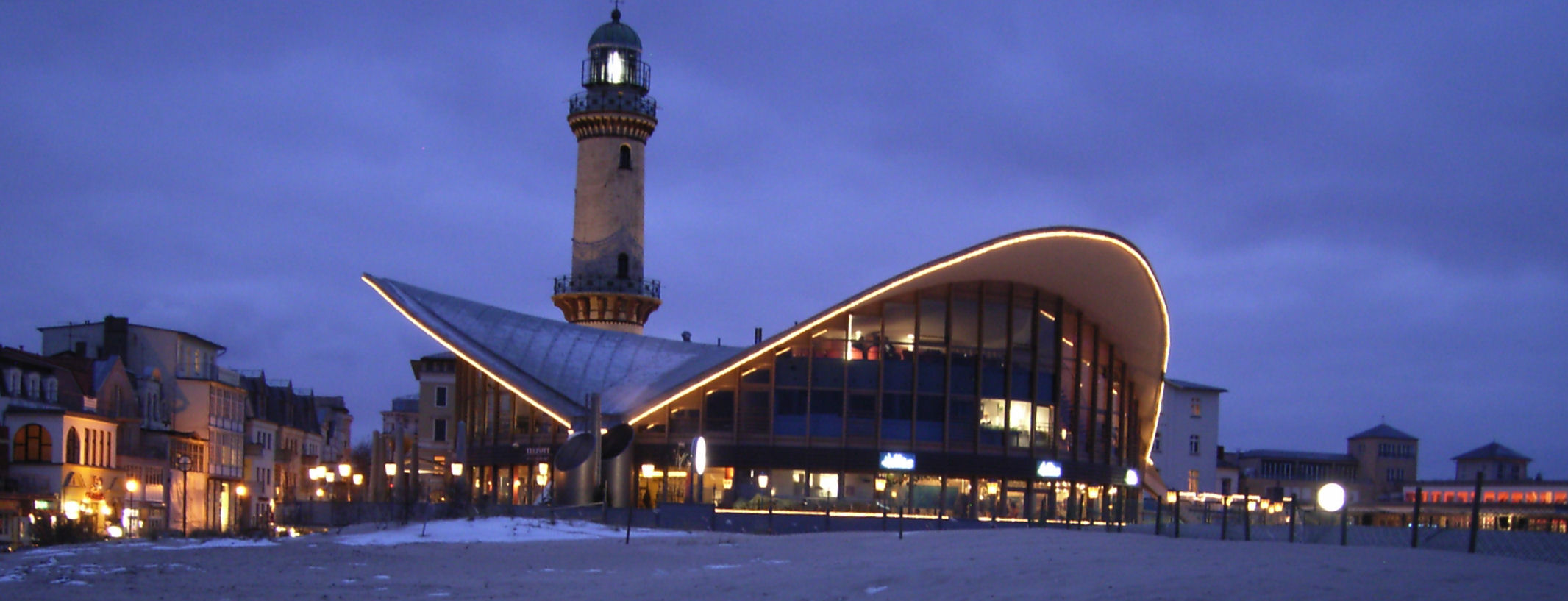
Маяк і Teepott (Чайник)
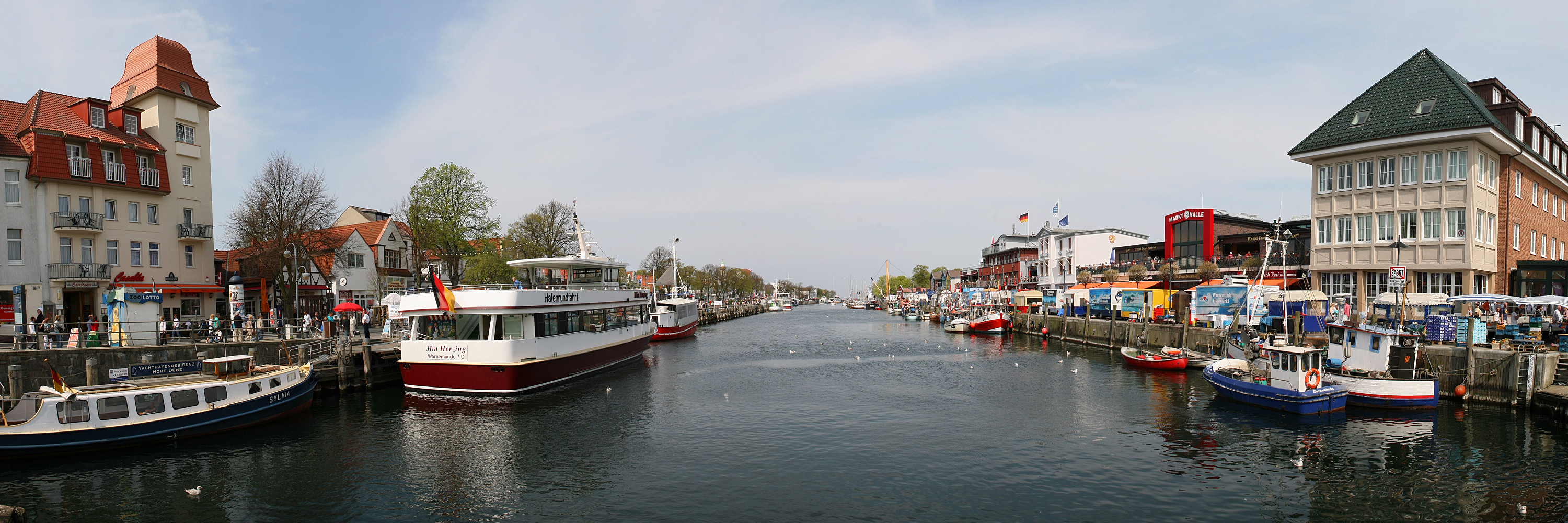
Старе русло (Alter Strom)
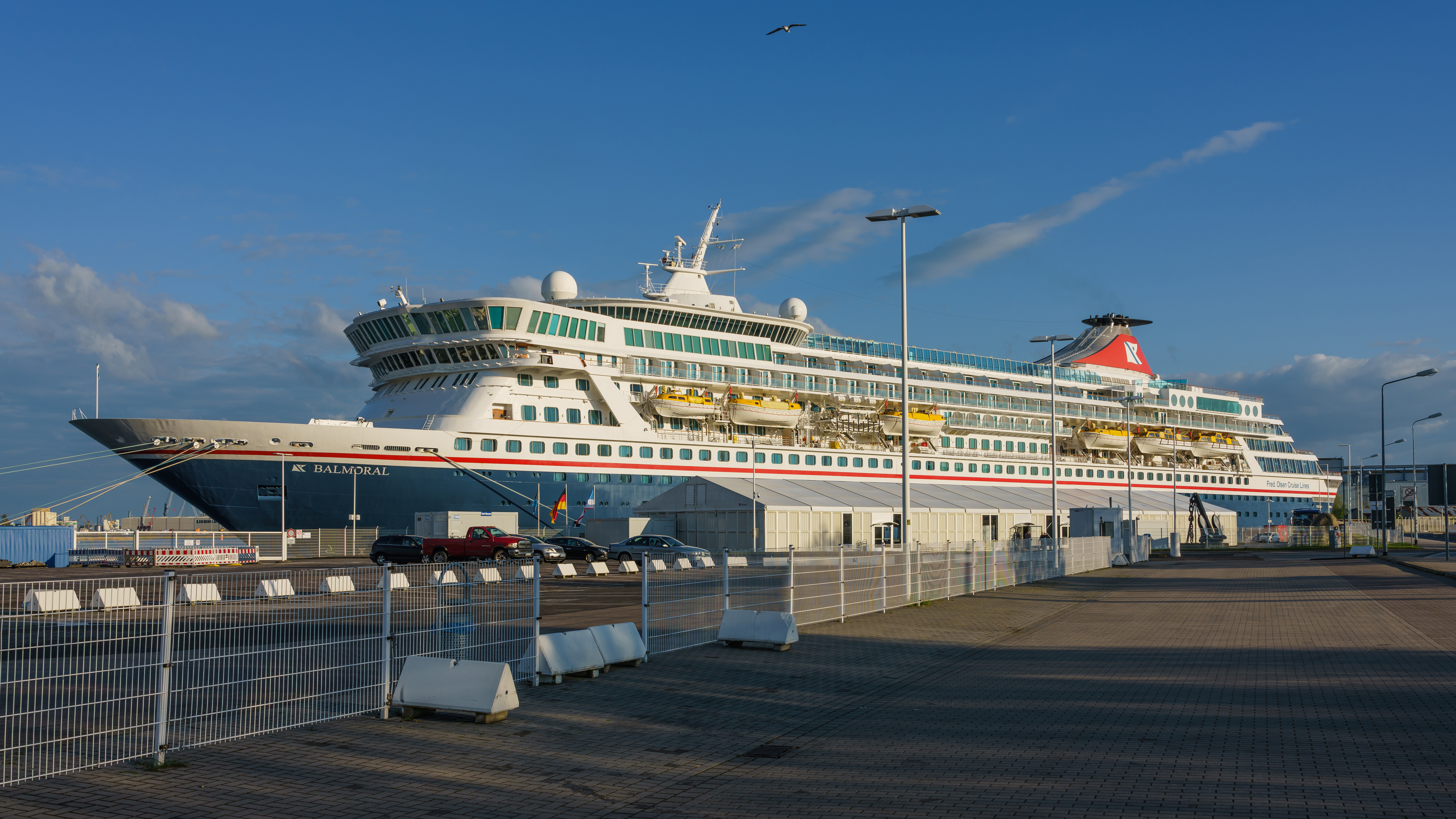
Термінал для круїзних суден
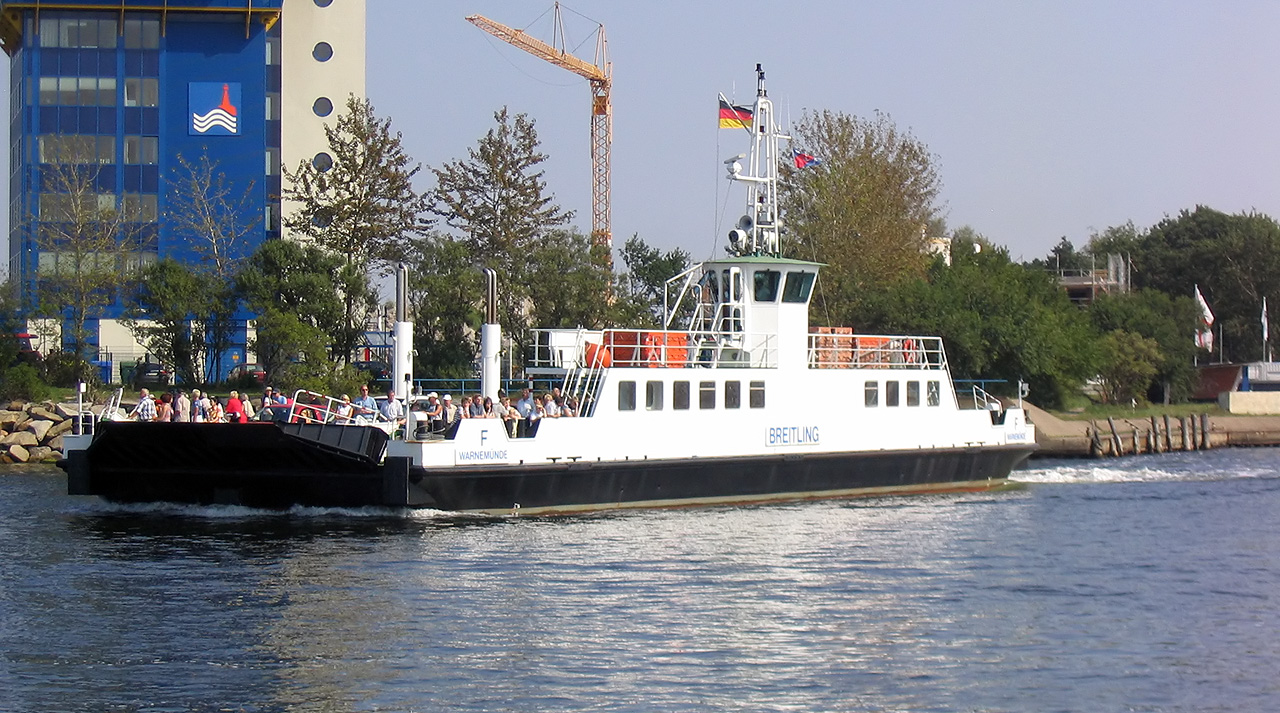
Пором через річку Варнов
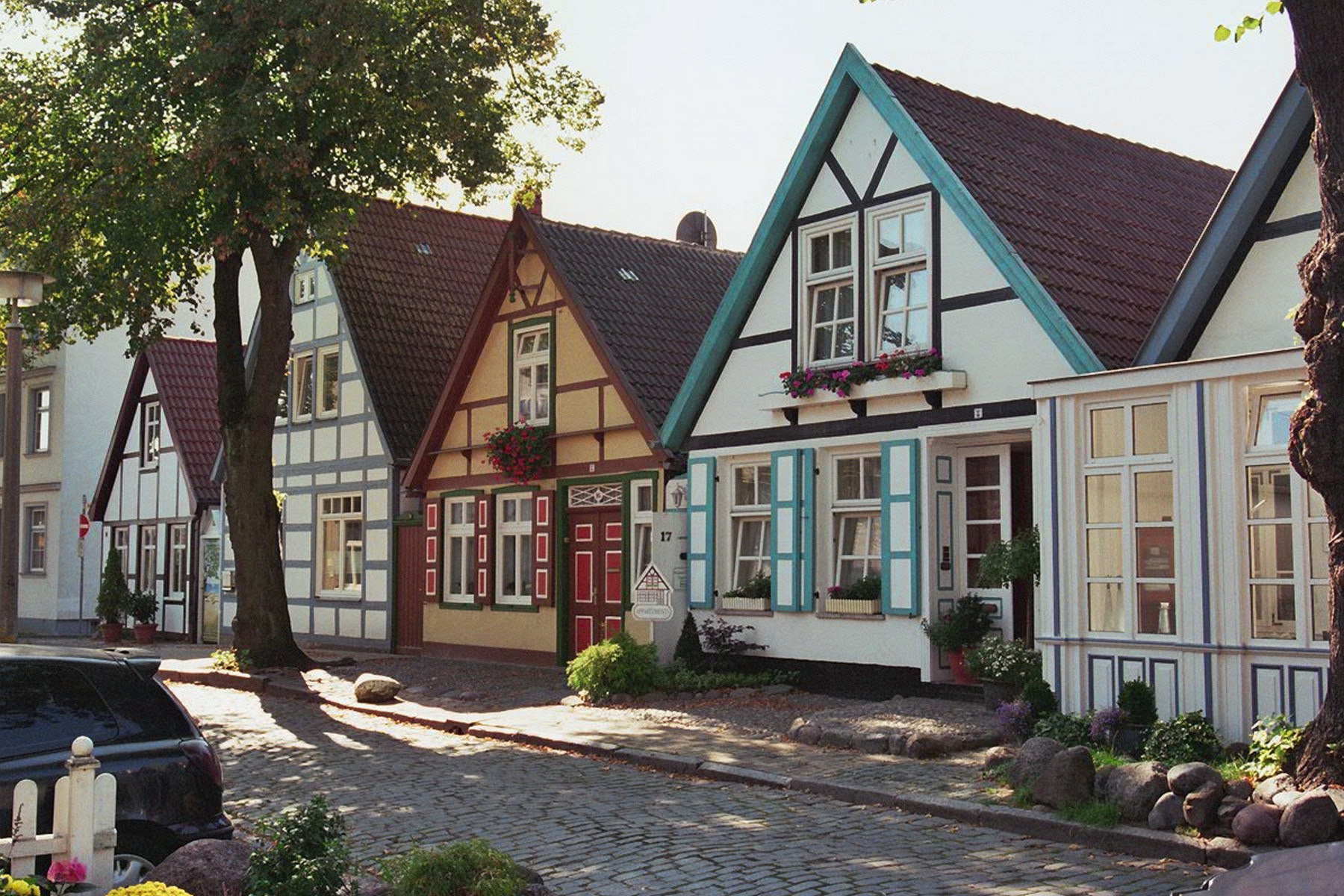
Вулиця старого міста